# Quebecair
Quebecair war eine auf dem Flughafen Montreal-Trudeau beheimatete kanadische Fluggesellschaft, die primär Linienstrecken innerhalb Québecs bediente und daneben internationale Charterflüge durchführte.

## Geschichte

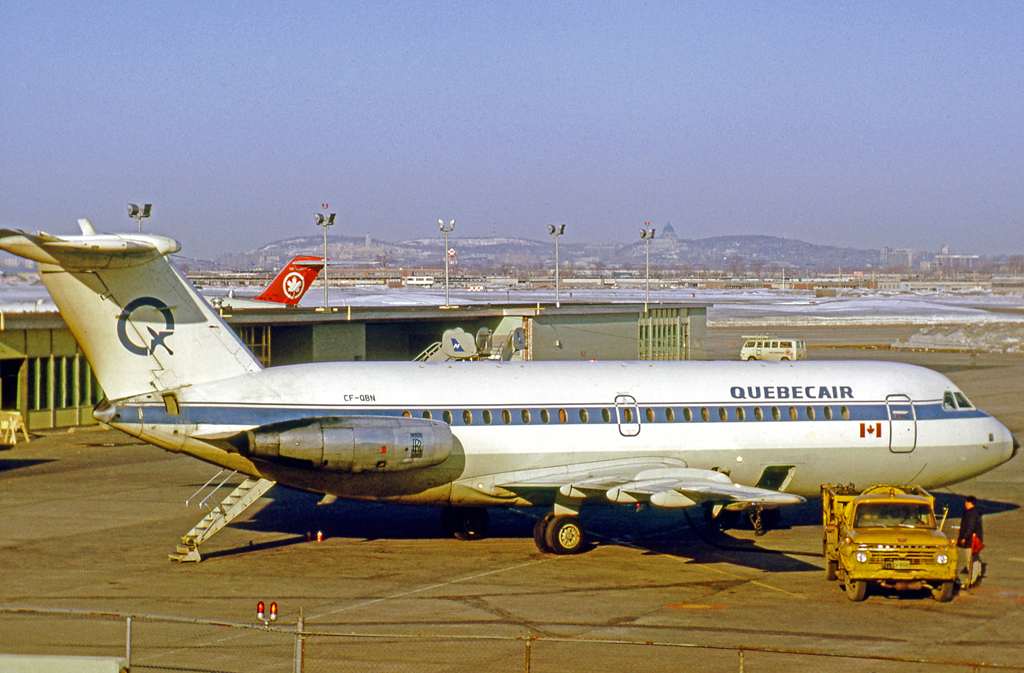
Eine BAC 111-300 der Quebecair im Jahr 1971

Quebecair ging aus der 1946 in Rimouski gegründeten Flugschule Rimouski Aviation Syndicate hervor. Nach der Umbenennung in Rimouski Airlines führte das Unternehmen ab 1947 Bedarfsflüge in der Provinz Québec durch. Der Name Quebecair wurde 1953 angenommen, nachdem man die Fluggesellschaft Gulf Aviation erworben und in das Unternehmen integriert hatte.
Anfangs bediente Quebecair mit Maschinen der Typen DHC-2 Beaver und Douglas DC-3 ein von Rimouski ausgehendes regionales Linienflugnetz, in das 1955 die Provinzhauptstadt Québec und 1958 Montreal aufgenommen wurden. Im selben Jahr erhielt die Gesellschaft die ersten Turboprop-Maschinen des Typs Fairchild F-27, welche die kleineren DHC-2 Beaver schrittweise ersetzten. In der Folgezeit expandierte das Unternehmen weiter und übernahm im April 1965 die in Matane beheimatete Regionalfluggesellschaft Matane Air Service sowie im Mai 1965 die in Sept-Îles ansässige Northern Wings und deren Tochterfirma Northern Wings Helicopters. Quebecair und vier weitere Regionalfluggesellschaften wurden 1966 von staatlicher Seite als Zubringer für die zwei größten kanadischen Fluggesellschaften Air Canada und Canadian Pacific Airlines ausgewählt. Infolge dieses Abkommens beteiligte sich die Provinz Québec an der Gesellschaft. Im Jahr 1969 verlegte Quebecair den Firmensitz nach Montreal und erwarb mit der Royalair eine weitere Regionalfluggesellschaft.
Im selben Jahr erhielt das Unternehmen die ersten zwei Düsenflugzeuge des Typs BAC 1-11, die werktags auf nationalen Linienstrecken, primär zwischen Montreal und Toronto, sowie an Wochenenden auf Charterflügen nach Florida, Freeport und Montego Bay eingesetzt wurden. Die Aufnahme von Charterflügen nach Großbritannien, Irland und Westdeutschland erfolgte Ende 1974 mit zwei Maschinen des Typs Boeing 707-123B, die aus den Beständen der American Airlines stammten. Die transatlantischen Flüge wurden 1979 zunächst eingestellt, nachdem eine Boeing 707 aufgrund eines Unfalls abgeschrieben werden musste und das zweite Langstreckenflugzeug verkauft wurde. Im selben Jahr erhielt die Gesellschaft ihre erste Boeing 737-200, die unter anderem auf zwei neu eingerichteten Linienstrecken von Montreal nach New York und Boston zum Einsatz kam. Von 1984 bis 1986 führte Quebecair erneut Charterflüge nach Europa durch. Eingesetzt wurden geleaste Maschinen des Typs Douglas DC-8-63.

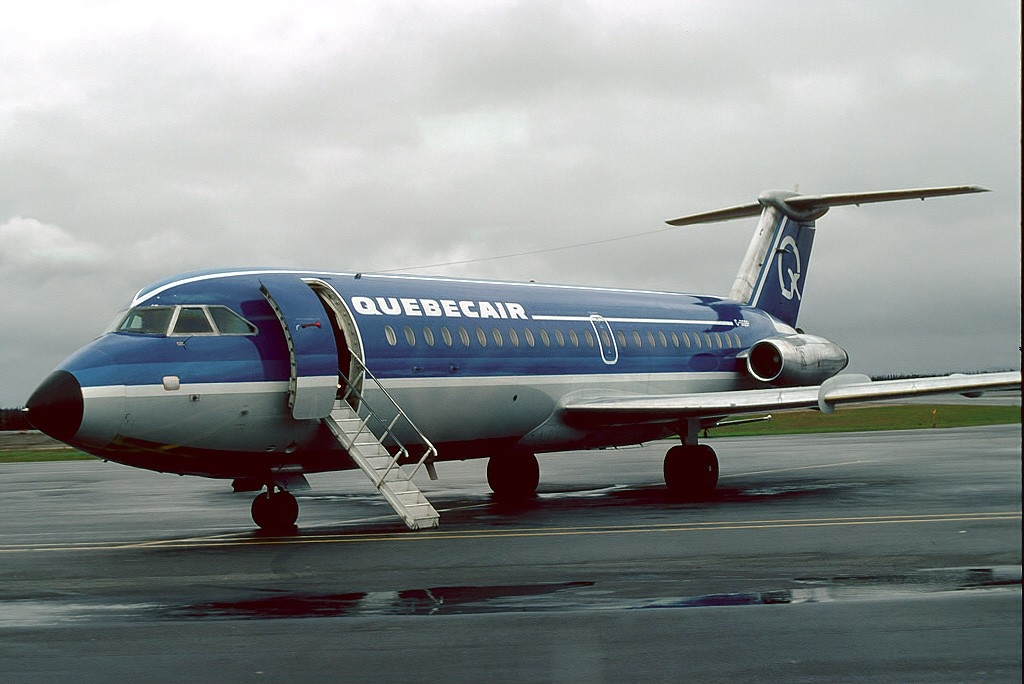
Eine BAC 111-400 in der Bemalung der frühen 1980er-Jahre

Anfang der 1980er-Jahre geriet Quebecair in finanzielle Schwierigkeiten. Um den drohenden Konkurs des Unternehmens abzuwenden, beteiligte sich die Provinz Québec im Jahr 1981 mehrheitlich an der Gesellschaft und bemühte sich um eine wirtschaftliche Sanierung. Das Unternehmen arbeitete jedoch auch nach der Verstaatlichung defizitär. Infolge der hohen Verluste und der beginnenden Deregulierung des kanadischen Luftverkehrs wurde Mitte der 1980er-Jahre eine Reprivatisierung des Unternehmens angestrebt. Im Jahr 1986 übernahm die Regionalfluggesellschaft Nordair-Metro, einer Tochterfirma der Fluggesellschaft Nordair, die Quebecair und führte das Unternehmen zunächst unter seinem bisherigen Markennamen weiter.
Nachdem Nordair am 27. März 1987 in der neu gegründeten Fluggesellschaft Canadian Airlines International aufging, wurden die Tochterunternehmen Quebecair, Nordair-Metro und Quebec Aviation im November 1987 zur Regionalfluggesellschaft Inter-Canadian zusammengeschlossen, die sich vollständig im Besitz der Canadian Airlines International befand.

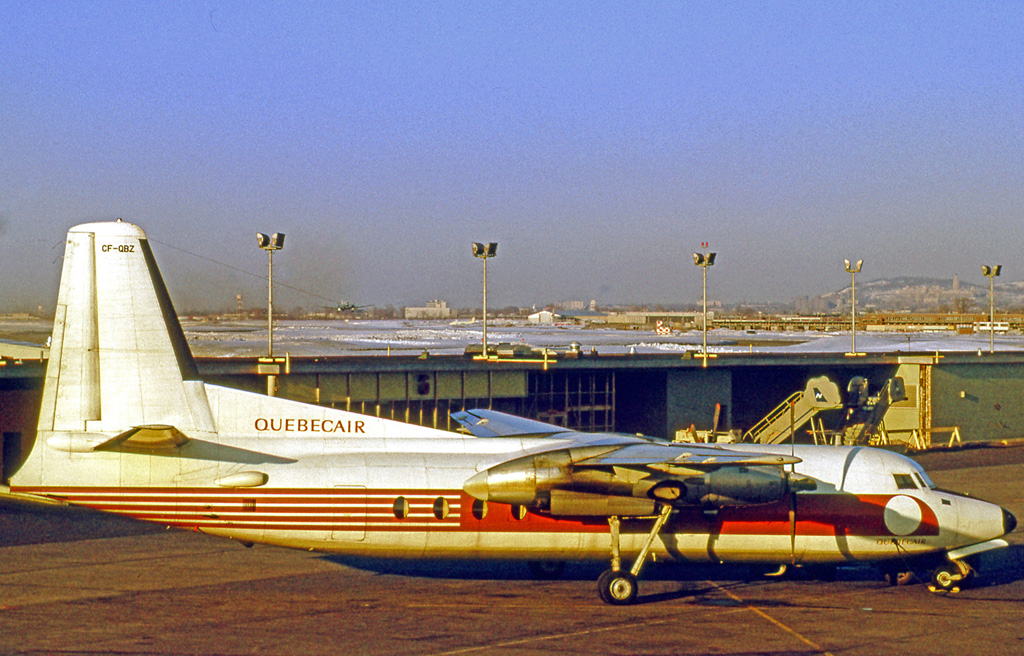
Eine Fairchild F-27 der Quebecair im Jahr 1971

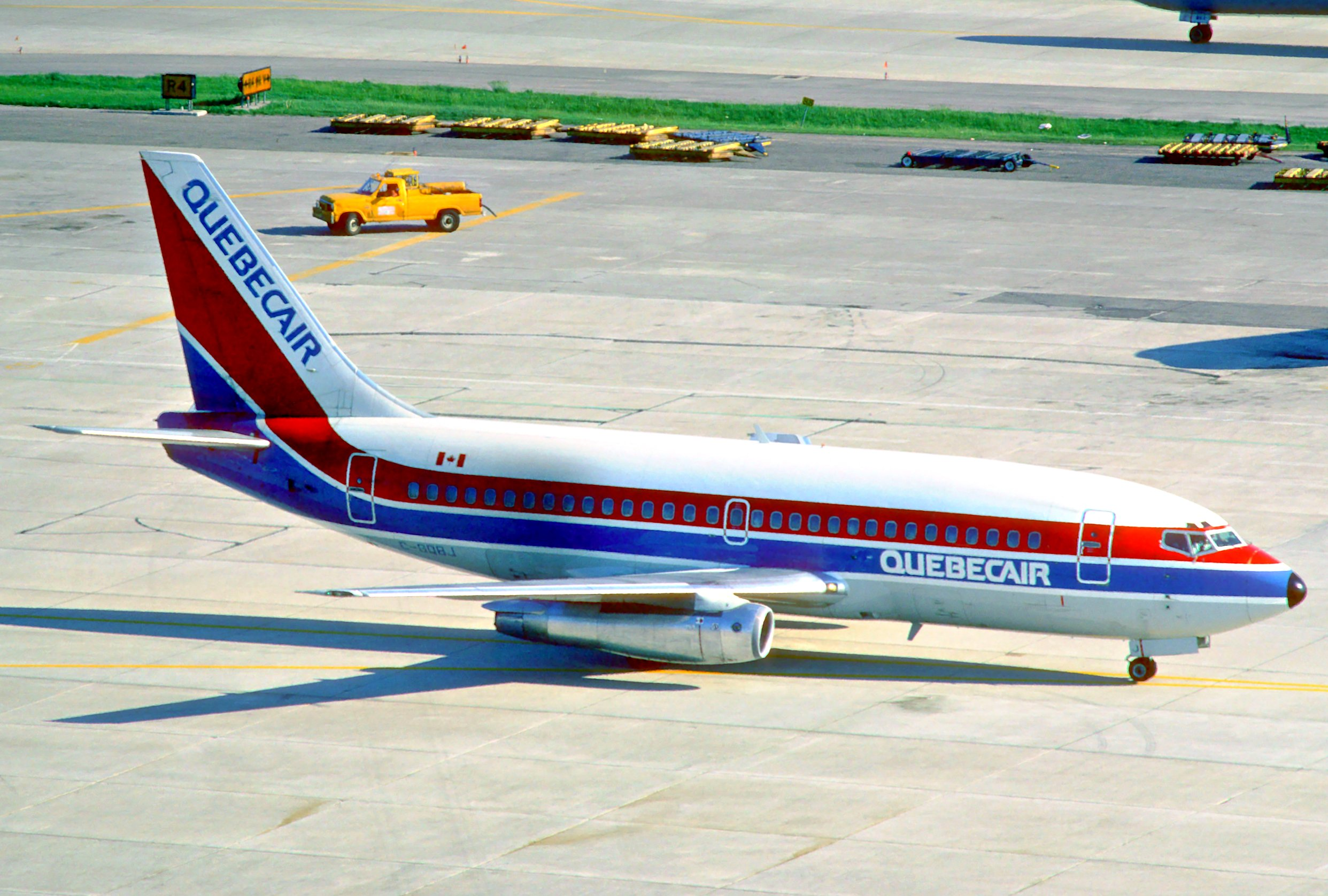
Eine Boeing 737-296 der Quebecair im Jahr 1986

## Flotte
(ohne Flugzeuge der Tochtergesellschaften)
- BAC 1-11 Serie 200, 300 und 400
- Beechcraft 18
- Beechcraft 99
- Boeing 707-123
- Boeing 727-100
- Boeing 737-200
- Curtiss C-46
- Convair 540 und 580
- de Havilland Canada DHC-2
- de Havilland Canada DHC-6
- Douglas DC-3
- Douglas DC-8-54F und DC-8-63
- Fairchild F-27
- Fokker F28-1000
- Hawker-Siddeley HS 748 Serie 2A

## Zwischenfälle
- Am 17. Januar 1956 musste eine Douglas DC-3/C-47B-20-DK der Quebecair (Luftfahrzeugkennzeichen CF-GVZ) nahe Oreway (Québec) bei schlechtem Wetter auf offenem Gelände notlanden. Zuvor war das linke Triebwerk ausgefallen. Das Flugzeug flog in Vereisungsbedingungen und war um 330 Kilogramm überladen. Von den 18 Insassen kamen 4 ums Leben, alle drei Crewmitglieder und ein Passagier.[8][9]

- Am 19. Februar 1979 geriet eine mit 171 Insassen besetzte Boeing 707-123 der Quebecair (C-GQBH) unmittelbar vor der Landung in Hewanorra auf der Insel St. Lucia in eine Windscherung. Die Maschine prallte aus einer Höhe von sechs Metern hart auf die Landebahn, wobei das Bugfahrwerk abriss und das Flugzeug mit seiner Rumpfunterseite über die Landebahn schleifte. Aufgrund der Schäden wurde die Maschine als Totalverlust abgeschrieben. Personen wurden nicht verletzt.[10]

- Am 29. März 1979 stürzte eine mit 21 Passagieren und drei Besatzungsmitgliedern besetzte Fairchild F-27 der Quebecair (CF-QBL) infolge einer Triebwerksexplosion kurz nach dem Start in Québec ab. Die Besatzung und 14 Fluggäste kamen bei dem Absturz ums Leben (siehe auch Quebecair-Flug 255).[11]